# Еманча 2-я
Еманча 2-я — село в Хохольском районе Воронежской области России. Входит в состав Кочетовского сельского поселения.

## География
Село находится в северо-западной части Воронежской области, в лесостепной зоне, в пределах Среднерусской возвышенности, на берегах реки Еманча, к западу от реки Дон, на расстоянии примерно 15 километров (по прямой) к югу от посёлка городского типа Хохольский, административного центра района. Абсолютная высота — 135 метров над уровнем моря.
Часовой пояс
Село Еманча 2-я, как и вся Воронежская область, находится в часовой зоне МСК (московское время). Смещение применяемого времени относительно UTC составляет +3:00.

## Население
| 2010 |
| ---- |
| 17   |

Гендерный состав
По данным Всероссийской переписи населения 2010 года в гендерной структуре населения мужчины составляли 17,6 %, женщины — соответственно 82,4 %.
Национальный состав
Согласно результатам переписи 2002 года, в национальной структуре населения русские составляли 100 %.

## Улицы
Уличная сеть села состоит из одной улицы (ул. Прилужная).